# Alexander Vido
Alexander Vido (1. května 1896 Dolné Dubové – 6. ledna 1979 Senica) byl slovenský a československý politik a poválečný poslanec Prozatímního Národního shromáždění a Ústavodárného Národního shromáždění za Demokratickou stranu.

## Biografie
Podílel se na přebírání moci československými úřady na Slovensku roku 1918.
Původní profesí byl hospodským, podle jiného zdroje majitelem hotelu. V meziválečném období se angažoval v živnostenské straně v regionu Záhoří. Byl místopředsedou její slovenské organizace. V jiném zdroji je označován za meziválečného člena Republikánské strany zemědělského a malorolnického lidu (agrární strany). Za druhé světové války odešel do emigrace. V letech 1940–1945 byl členem Státní rady Československé.
Po osvobození se zapojil do budování Demokratické strany, ale již roku 1945 patřil v rámci strany ke skupině nespokojených aktivistů, kteří měli blízko k jiným politickým proudům. V případě Alexandera Vida to byla Československá sociální demokracie. Působil ovšem i nadále za Demokratickou stranu. V rámci mocenského boje, který proti DS zahájili komunisté, byl Vido po roce 1946 kritizován za své styky s farářem Ondrejem Ďurišem, který měl mít blízko k předválečné HSĽS.
V letech 1945–1946 byl poslancem Prozatímního Národního shromáždění za Demokratickou stranu, kde setrval do parlamentních voleb v roce 1946. Pak se stal členem Ústavodárného Národního shromáždění, kde zastupoval Demokratickou stranu. V parlamentu setrval formálně do parlamentních voleb v roce 1948.